# Kabei
Kabei (jap. 母べえ, Kābee) ist ein japanischer Spielfilm aus dem Jahre 2008. Der Film beruht auf der autobiografischen Erzählung von Teruyo Nogami.

## Handlung
Der Film spielt in Tokio im Jahr 1940 und erzählt die Geschichte der Familie Nogami. Vater Shigeru ist Germanistik-Professor. Seine Frau Kayo ist Lehrerin, die jedoch ihren Beruf nicht mehr ausübt, sondern sich um die beiden Töchter Hatsuko (12) und Teruyo (9) kümmert. Die Kinder nennen ihre Mutter Kābei und ihren Vater Tōbei. Das glückliche Familienleben wird jäh zerstört, als Shigeru aufgrund seiner politischen Überzeugungen in einer kalten Winternacht im Haus seiner Familie verhaftet wird. Kābei muss nun die Töchter allein durchbringen. Sie wird dabei von dem ehemaligen Studenten ihres Mannes Yamazaki unterstützt. Er ist zwar ungeschickt und schwerhörig, doch ein liebenswerter junger Mann, den auch die Töchter bald ins Herz schließen. Um das Familieneinkommen zu verbessern, beginnt Kābei, wieder als Lehrerin zu arbeiten. Weitere Unterstützung findet sie in der Schwester ihres Mannes Hisako. Hisako ist eine Kunststudentin und führt die junge Teruyo ans Zeichnen heran. Für eine kurze Zeit lebt der Onkel Senkichi bei der Familie. Senkichi ist ein einfacher Mann, der das intellektuelle Leben der Familie nicht nachvollziehen kann. Ihm ist das Geld das wichtigste im Leben. Doch auch Senkichi bekommt den nationalistischen Druck der japanischen Gesellschaft zu spüren, als er die westliche Kleidung von jungen Frauen öffentlich gegenüber Traditionalisten verteidigt. Tante Hisako muss die Familie wieder verlassen und in ihre Heimatstadt Hiroshima zurückkehren, um sich um die alte kranke Mutter zu kümmern.
Als am 7. Dezember 1941 mit dem Angriff auf Pearl Harbor der Krieg mit den USA beginnt, verschärft sich die Lage der Familie. Der Vater stirbt schließlich im Gefängnis und Yamazaki wird trotz seiner körperlichen Schwächen zum Militär eingezogen. Der Krieg wird 1945 mit den Atombombenabwürfen auf Hiroshima und Nagasaki beendet. Tante Hisako stirbt aufgrund der Folgen des Abwurfes kurze Zeit später und die Familie erreicht außerdem die Nachricht vom Tode Yamazakis, der als Nichtschwimmer auf einem Transportschiff nach einem Torpedobeschuss ums Leben gekommen ist.
Jahrzehnte später versammeln sich die erwachsenen Töchter mit ihren Familien am Sterbebett von Kābei. Teruyo versucht, ihre Mutter zu beruhigen, indem sie ihr von den baldigen Wiedervereinigung mit ihrem toten Ehemann und den toten Freunden in einer anderen Welt berichtet. Die Mutter antwortet ihr jedoch, dass es ihr lieber sei, ihren Ehemann in dieser Welt lebend zu wissen.

## Hintergrund
Die autobiografische Erzählung von Teruyo Nogami erschien bereits Anfang der 1980er Jahre in Japan. Teruyo Nogami war seit Anfang der 1950er Jahre eine enge Mitarbeiterin von Regisseur Akira Kurosawa. Sie schrieb an einigen seiner Drehbücher mit und war seine Assistentin.

## Veröffentlichungen
Kabei startete am 26. Januar in den japanischen Kinos und spielte am ersten Wochenende ungefähr 1,47 Millionen US-Dollar ein. In seiner dritten Woche hatte der Film ein Einspielergebnis von etwa 9,47 Millionen US-Dollar.
Der Film wurde als Teil des internationalen Wettbewerbs um den Goldenen Bären auf den Internationalen Filmfestspielen Berlin 2008 gezeigt.

## Kritiken
„Die Geschichte ist eine Tragödie, doch anders als es uns Hollywood erzählen würde, inszeniert Yoji Yamada sie leise, gefühlvoll, unblutig. Jede Einstellung ist liebevoll arrangiert, mit der gleichen Hingabe mit der ein japanischer Garten gepflegt wird. Alles ist fließend, keine Szene zuviel. Und auch wenn der Film seine zwei Stunden dauert, wirkt er weder schwerfällig noch unangenehm episch.“